# Carsismo e grotte evaporitiche dell'Appennino settentrionale
Carsismo e grotte evaporitiche dell'Appennino settentrionale è un sito del patrimonio dell'umanità dell'UNESCO situato nella regione Emilia-Romagna, il 59º iscritto nella lista del patrimonio mondiale dell'UNESCO in Italia. Si tratta di un sito seriale composto da nove aree nelle province di Reggio Emilia, Bologna, Ravenna e Rimini.
Il sito seriale è costituito da un terreno carsico epigenico di gesso insolitamente ben conservato ed esteso. Presenta un'altissima densità di grotte: oltre 900 in un'area relativamente piccola, per un'estensione complessiva di oltre 100 km; comprende anche alcune delle grotte di gesso più profonde esistenti, che raggiungono i 265 metri sotto la superficie. Le grotte e i fenomeni carsici racchiusi nelle aree di cui è composto il sito sono riconosciute dalla comunità scientifica per il loro valore universale e per le loro caratteristiche di unicità e rappresentatività dell’evoluzione geologica e geomorfologica della Terra. Proprio per questo è il primo e il meglio studiato sito per i fenomeni carsici evaporitici al mondo, con ricerche accademiche iniziate nel XVI secolo. 

## Elenco dei siti
| Id.      | Sito                                     | Comune                                         | Area protetta                                                               | Sito (ha) | Zona di rispetto (ha) | Coordinate                | Immagine |
| -------- | ---------------------------------------- | ---------------------------------------------- | --------------------------------------------------------------------------- | --------- | --------------------- | ------------------------- | -------- |
| 1692-001 | Alta Valle Secchia                       | Castelnovo ne' Monti, Ventasso, Villa Minozzo  | Gessi Triassici, Parco nazionale dell'Appennino Tosco-Emiliano              | 1 596,001 | 1 292,32              | 44°22′47.8″N 10°23′20.1″E |          |
| 1692-002 | Bassa collina reggiana                   | Albinea, Vezzano sul Crostolo, Viano           | Sito di interesse comunitario Ca' del Vento, Ca' del Lupo, Gessi di Borzano | 273,68    | 1 384,753             | 44°35′06″N 10°35′56″E     |          |
| 1692-003 | Gessi di Zola Predosa                    | Zola Predosa                                   | Sito di interesse comunitario Gessi di Monte Rocca, Monte Capra e Tizzano   | 57,349    | 127,706               | 44°27′40″N 11°13′13″E     |          |
| 1692-004 | Gessi Bolognesi                          | Pianoro, San Lazzaro di Savena                 | Parco regionale dei Gessi Bolognesi e Calanchi dell'Abbadessa               | 237,225   | 325,109               | 44°26′11.5″N 11°23′42.4″E |          |
| 1692-005 | Vena del Gesso Romagnola - Monte Penzola | Borgo Tossignano                               | Parco regionale della Vena del Gesso Romagnola                              | 69,9      | 4 774,837             | 44°16′44″N 11°34′22″E     |          |
| 1692-006 | Vena del Gesso Romagnola - Monte Casino  | Borgo Tossignano, Casola Valsenio, Riolo Terme | Parco regionale della Vena del Gesso Romagnola                              | 281,352   | 4 774,837             | 44°15′49″N 11°37′56″E     |          |
| 1692-007 | Vena del Gesso Romagnola - Monte Mauro   | Brisighella, Casola Valsenio, Riolo Terme      | Parco regionale della Vena del Gesso Romagnola                              | 961,763   | 4 774,837             | 44°14′17″N 11°42′24″E     |          |
| 1692-008 | Evaporiti di San Leo                     | San Leo                                        |                                                                             | 119,35    | 164,99                | 43°55′05″N 12°20′45″E     |          |
| 1692-009 | Gessi di Onferno                         | Gemmano                                        | Riserva naturale orientata di Onferno                                       | 84,46     | 276,126               | 43°52′30″N 12°32′51″E     |          |